# Farmville (Virgínia)
Farmville é uma cidade  localizada no estado norte-americano de Virginia, no Condado de Cumberland e Condado de Prince Edward.

## Demografia
Segundo o censo norte-americano de 2000, a sua população era de 6845 habitantes.
Em 2006, foi estimada uma população de 6898, um aumento de 53 (0.8%).

## Geografia
De acordo com o United States Census Bureau tem uma área de
18,2 km², dos quais 18,0 km² cobertos por terra e 0,2 km² cobertos por água. Farmville localiza-se a aproximadamente 139 m acima do nível do mar.

## Localidades na vizinhança
O diagrama seguinte representa as localidades num raio de 28 km ao redor de Farmville.